# Низамабад (Телингана)
Низамаба́д (англ. Nizamabad) — город в индийском штате Телингана. Административный центр округа Низамабад. Средняя высота над уровнем моря — 394 метра. По данным всеиндийской переписи 2001 года, в городе проживало 286 956 человек, из которых мужчины составляли 51 %, женщины — соответственно 49 %. Уровень грамотности взрослого населения составлял 64 % (при общеиндийском показателе 59,5 %). Уровень грамотности среди мужчин составлял 71 %, среди женщин — 55 %. 13 % населения было моложе 6 лет.